# آنخلینیو
خوزه آنخل اسموریس تاسنده (اسپانیایی: José Ángel Esmorís Tasende‎؛ زادهٔ ۴ ژانویهٔ ۱۹۹۷) بازیکن فوتبال اهل اسپانیا است که برای باشگاه رم بازی می‌کند.
از باشگاه‌هایی که در آن بازی کرده‌است می‌توان به منچسترسیتی، نیویورک سیتی، مایورکا و پی‌اس‌وی آیندهوون اشاره کرد.